# Peter Orlovsky
Peter Orlovsky (8. juli 1933 – 30. maj 2010) var en amerikansk digter og mest kendt for at være beatdigteren Allen Ginsbergs elsker.
Orlovsky droppede ud af skolen og gjorde tjeneste som sygeplejer i den amerikanske hær under Koreakrigen. Via maleren Robert La Vigne mødte han Ginsberg i San Francisco i 1954. Orlovsky arbejdede som Ginsbergs sekretær, rejste verden rundt med ham og var hans elsker i et åbent forhold i 40 år.